# Kim Mi-rae
Kim Mi-rae (Pyongyang, 7 aprile 2001) è una tuffatrice nordcoreana.
Kim Mi-rae ha partecipato ai XXXI Giochi olimpici classificando quarta con la compagna Kim Kuk-hyang nella competizione della  piattaforma 10 metri sincro. Alle Olimpiadi di Parigi 2024, ottiene l'argento nella piattaforma 10 metri sincro assieme a Jo Jin-mi e poi la medaglia di bronzo nell'individuale.

## Palmares
- Giochi olimpici

Parigi 2024: argento nel sincro 10m, bronzo nella piattaforma 10m.
- Mondiali

Budapest 2017: argento nel sincro 10m, bronzo nel sincro 10m misto.
Doha 2024: argento nel sincro 10m.
- Giochi asiatici:

Giacarta 2018: argento nel sincro 10m, bronzo nella piattaforma 10m.
- Giochi mondiali militari

Wuhan 2019: oro nel sincro 10m, bronzo nella piattaforma 10m.